# Зеландия
Зеландия (на нидерландски: Zeeland, Zeeland) е провинция разположена в югозападната част на Нидерландия. Провинцията представлява група острови и една ивица суша, откъдето идва и името ѝ, което буквално означава морска земя. Малки част от сухоземната ивица граничат с Белгия, Северен Брабант и Южна Холандия. Столица е град Миделбьорг.
Зеландия е десетата по големина нидерландска провинция с обща площ от 1782 km². Населението на провинцията е 385 379 души (по приблизителна оценка от януари 2021 г.). Гъстотата е 216,2 души на km².
В провинция Зеландия има 13 общини от които най-населените са Терньойзен, Миделбьорг, Флисинген и Гус, които де факто са наименованията и на четирите най-големи градове.
Зеландия се състои от няколко самостоятелни островни групи и полуострови, които образуват следното географско деление на провинцията: Схауе-Девеланд, Толен, Северен Бевеланд, Южен Бевеланд, Валхерен и Зеландска Фландрия.